# Sekundärdaten
Sekundärdaten sind diejenigen Daten, die aus Primärdaten durch Verarbeitungsschritte (Primärdatenverarbeitung) hervorgehen. Es handelt sich um abgeleitete oder prozessierte Daten, die im Rahmen der Primärdatenverarbeitung als Ergebnis anfallen. Im Gegensatz dazu stehen die Primärdaten, die direkt bei einer Beobachtung, einer Messung oder einer Datenerhebung gewonnen werden und die noch unbearbeitet vorliegen.

## Nähere begriffliche Eingrenzung
Typische Methoden zur Verarbeitung von Primärdaten zu Sekundärdaten sind (Primärdatenverarbeitung)
- Erkennung und gegebenenfalls Korrektur von Fehlern
- Plausibilitätskontrollen
- Gewichtung und Standardisierung der Daten
- Rechenoperationen, Glättungen und statistische Auswertungen
- Anonymisierung und Pseudonymisierung der Daten
- Analyse und Interpretation
- Aggregation und Generalisierung

Besonders in den Sozialwissenschaften und der Medizin bezieht sich der Begriff Sekundärdaten auf die Wiederverwertung von Daten im Rahmen einer Sekundäranalyse bzw. bei der Sekundärforschung. Hierbei werden Daten aus bereits verfügbaren Quellen gesammelt und neu ausgewertet. Dies spart Zeit und Geld; denn die Daten liegen bereits vor und müssen nicht mit hohem Aufwand erhoben werden. Verwendung von Sekundärdaten birgt Risiken wie mangelhafte Aktualität und nicht überprüfbare Qualität der Daten, da diese Daten ursprünglich für einen anderen Zweck erhoben worden sind.

## Beispiele
Ausmessung eines Zimmers ergibt die Länge 5 m, die Breite 4 m sowie die Höhe 2,80 m. Diese drei Werte sind die Primärdaten. Aus ihnen lassen sich durch Berechnung (Primärdatenverarbeitung) die Sekundärdaten Fläche mit 20 m2 sowie Rauminhalt mit 56 m3 ableiten.
Ein Naturwissenschaftler misst im Labor den Druck eines Gases in einem abgeschlossenen Behälter bei unterschiedlichen Temperaturen. Primärdaten sind hier die Temperaturen und die gemessenen Drucke. Aus den primären Messwerten lassen sich im Rahmen der Primärdatenverarbeitung Sekundärdaten ableiten, die in Form von Diagrammen oder empirischen Formeln das Verhalten des Gases in Abhängigkeit von der Temperatur zeigen.
Ein Meinungsforschungsinstitut ermittelt im Rahmen einer Wählerbefragung die Beliebtheit von politischen Parteien. Als Primärdaten fallen hier Angaben zu den befragten Personen (Alter, Geschlecht etc.) und die Antworten der Personen an.  Die Primärdatenverarbeitung umfasst Anonymisierung, Auswertung, und Interpretation der bei der Befragung angefallenen Primärdaten und ermöglicht Prognosen zum Wahlergebnis.
Ein anderes Meinungsforschungsinstitut führt keine direkte Wählerbefragung durch, sondern legt für seine Wahlprognose die Sekundärdaten einer früheren Studie zugrunde, bei der die Einstellung der Menschen zu aktuellen politischen Themen hinterfragt wurde.

## Schwierigkeiten
Werden Primärdaten nicht ausreichend von Sekundärdaten (abgeleiteten Daten) unterschieden, kommt es bei der Arbeit mit Sekundärdaten häufig zu verfälschten oder unzulässigen Schlussfolgerungen wie z. B.
- die Verschneidung von unterschiedlich genauen Daten;
- die Interpretation von Daten, über deren Genauigkeit, Verlässlichkeit, Aktualität usw. wenig oder keine Information vorliegt;
- das falsche Verständnis von Daten, die aus anderen Fachgebieten herkommen oder
- mehrfach belegte Namen (Bezeichnungen) besitzen.

In manchen Fällen – insbesondere bei komplexen Messungen mit computergesteuerten Geräten – gestaltet sich eine klare Trennung zwischen Primär- und Sekundärdaten oft schwierig, da die Elektronik oder die Software der Geräte bereits eine Aufbereitung (Vorverarbeitung) der Primärdaten vornehmen kann.
Bei statistischen Berechnungen lassen sich Sekundärdaten meist nicht mehr in die individuellen Einheiten unterteilen und machen somit einige Berechnungen wie beispielsweise Korrelationen unmöglich.